# 1024
Glej tudi: število 1024
1024 (MXXIV) je bilo prestopno leto, ki se je po julijanskem koledarju začelo na sredo.

## Dogodki
- 19. april - Umrlega papeža Benedikta VIII. nasledi (brat) Janez XIX., 144. papež po seznamu, ki je prav tako iz vplivne lacijske rodbine tuskulumskih grofov, brat umrlega papeža.[1]
- 8. september - Umrlega rimsko-nemškega cesarja Henrika II. nasledi Konrad II. iz frankovske Salijske dinastije. Papež Janez XIX. nemudoma prizna novega kralja. 1027 ↔
- Anzelm iz Aoste postane opat opatije Bec v Normandiji.
- Rekonkvista: Grofija Urgell zavzame mavrsko trdnjavo Àger.
- Sultan Gaznavidskega imperija Mahmud Ghazni opustoši hindujsko romarsko središče Somnath na polotoku Kathiawar. Pobije več kot 50.000 ljudi in se posluži ogromega plena.
- Dinastija Song se v finančnih reformah in da bi nadomestila pomanjkanje kovin posluži papirnatega denarja.

## Rojstva
- 5. februar - Izjaslav I. Kijevski,  kijevski veliki knez († 1078)

Neznan datum
- Magnus Dobri, norveški kralj († 1047)

## Smrti
- januar - Abd Ar-Rahman V., kordobski kalif
- 9. april - papež Benedikt VIII. (* 980)
- 6. maj - Belek Gazi, seldžuški beg (* ni znano)
- 13. julij - Henrik II., rimsko-nemški cesar (* 972)